# Fets de Pere

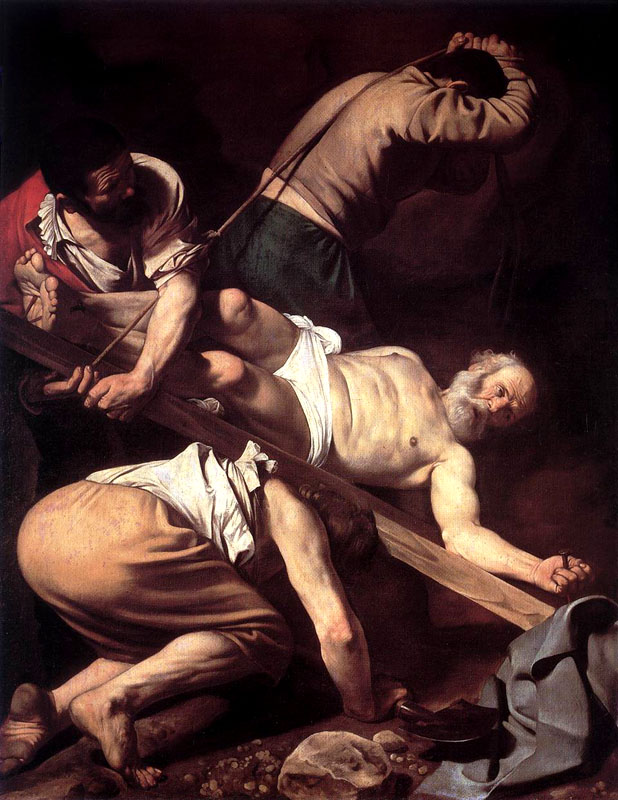
"Crucifixió de sant Pere", de Caravaggio.

Els Fets de Pere és un dels primers llibres apòcrifs sobre els fets dels apòstols. La major part del text ha sobreviscut només en la seva traducció al llatí d'un manuscrit trobat a Vercelli (Actus Versellenses). És principalment notable pel fet que descriu una competència de miracles entre sant Pere i Simó el Mag, així com per ser el primer registre sobre la tradició que Sant Pere va ser crucificat cap per avall.

## Descripció
Els Fets de Pere va ser escrit originalment en grec durant la segona meitat del segle ii, probablement a l'Àsia Menor. Els consensos entre acadèmics apunten que podria estar basat en els Fets de Joan, i tradicionalment ambdues obres són atribuïdes a Lucius Carinus, a qui Epifani identifica com el company de Joan.
En el text Pere fa alguns miracles com la resurrecció d'un peix fumat, i fer parlar els gossos. El text condemna Simó el Mag, una figura associada amb el gnosticisme, qui sembla haver consternat l'autor.
Conclou descrivint el martiri de Pere com una crucifixió cap per avall, una tradició que és testimoniada per primera vegada en aquesta obra. Aquests capítols finals estan preservats de manera separada com 'El Martiri de Pere' en els manuscrits grecs i en les versions coptes (fragments), sirià, ge'ez, àrab, armeni i eslau. Per aquesta raó, algunes vegades es proposa que l'explicació del martiri va ser el text precedent amb el qual els capítols anteriors van ser segellats.